# Bieg na 5000 metrów

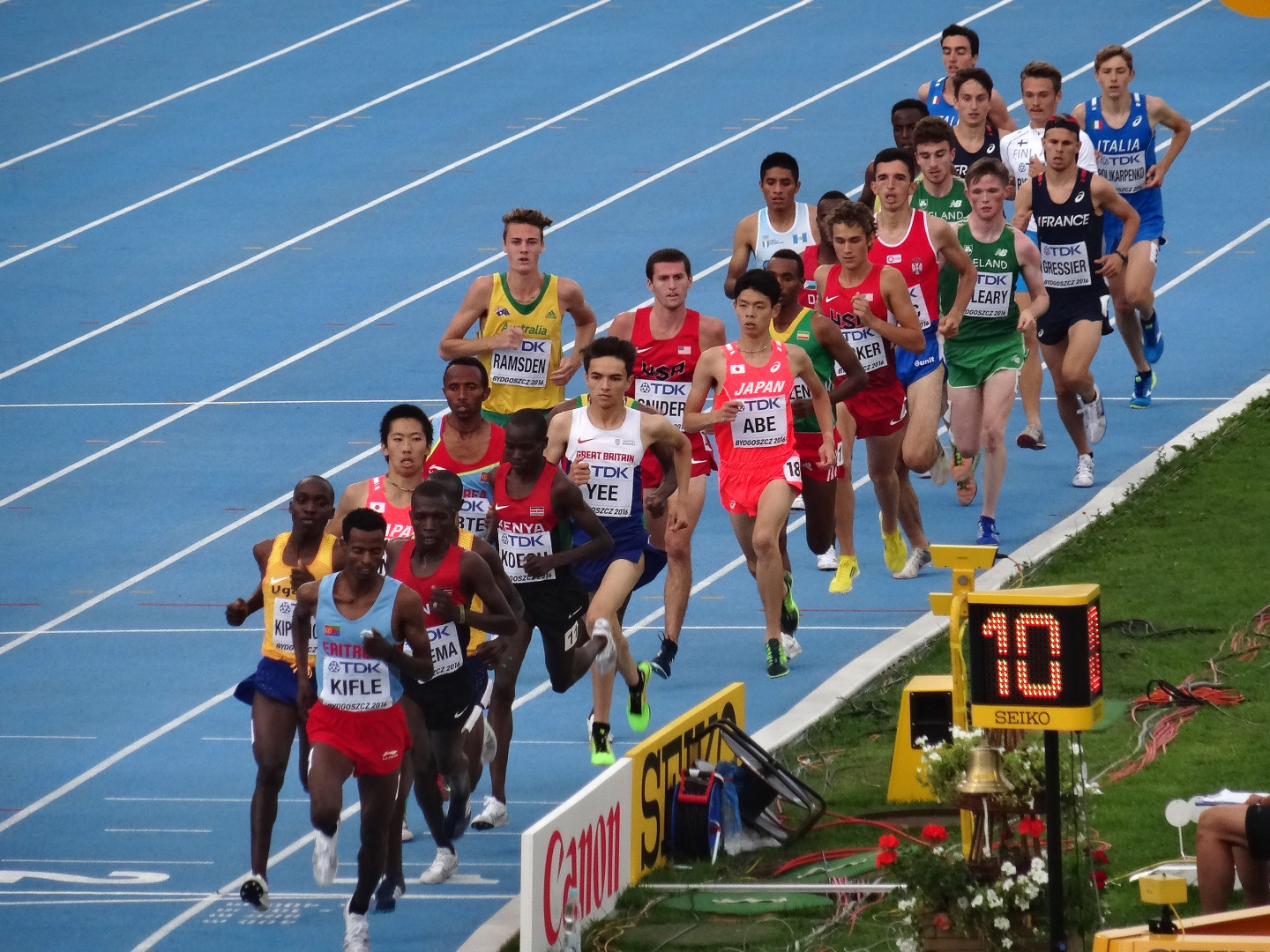
Bieg na 5000 metrów mężczyzn podczas Mistrzostw Świata Juniorów w Lekkoatletyce 2016 w Bydgoszczy

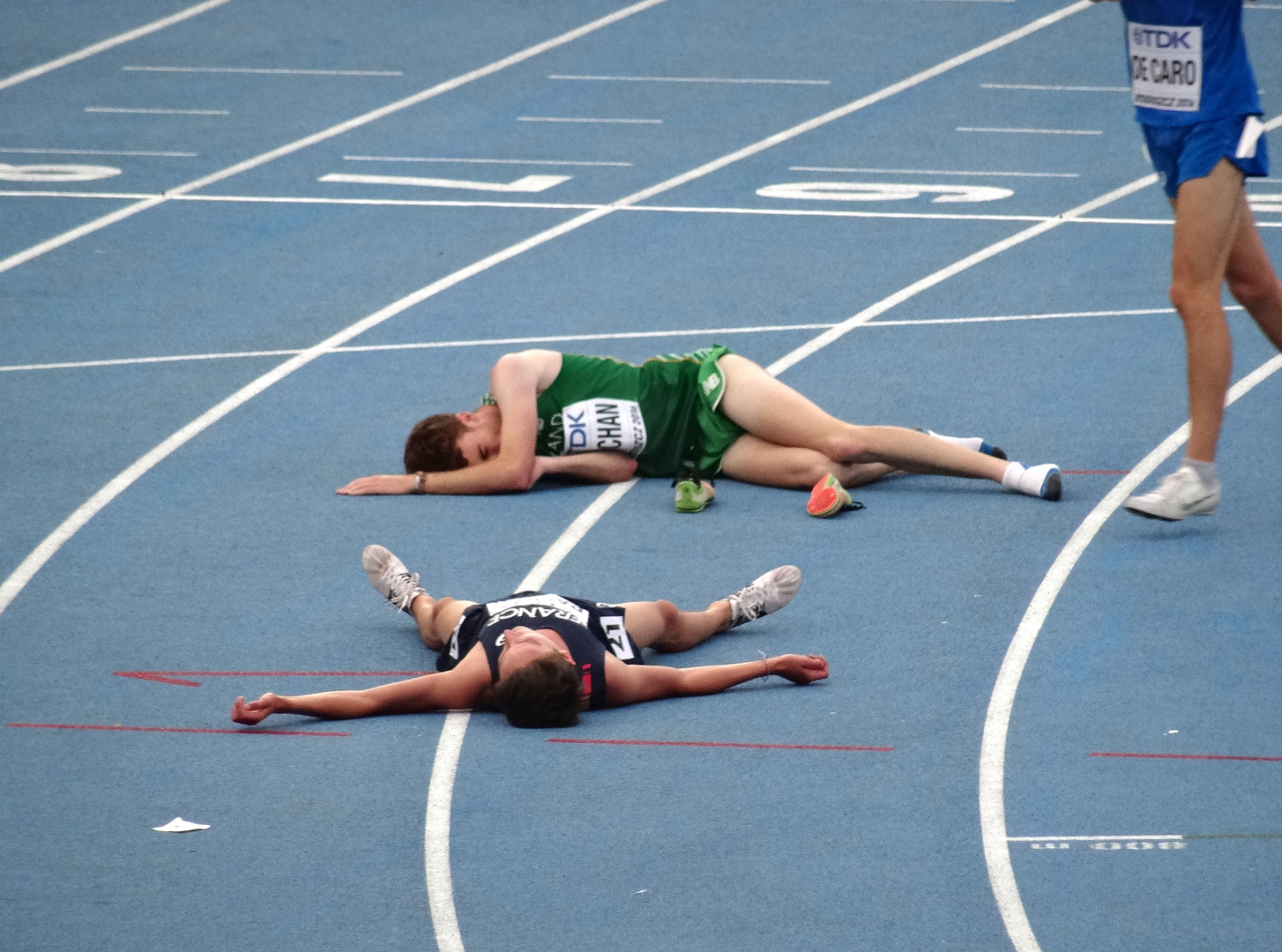
Zmęczenie po biegu

Bieg na 5000 metrów – konkurencja lekkoatletyczna, zaliczana do biegów długich. Zawodnicy pokonują 12,5 okrążeń bieżni stadionu bądź 25 okrążeń w hali, choć ten dystans nie jest rozgrywany na najważniejszych imprezach halowych.
Konkurencja rozgrywana jest przez mężczyzn od igrzysk w 1912 w Sztokholmie, natomiast przez kobiety dopiero od 1996 (wcześniej na Igrzyskach w 1984, 1988 i 1992 biegały na krótszym dystansie 3000 metrów).

## Najszybsi zawodnicy wszech czasów

### mężczyźni
Poniższa tabela przedstawia listę 10 najlepszych biegaczy na 5000 m w historii tej konkurencji (stan na 30 maja 2024).
- Zobacz więcej na stronie World Athletics.

### kobiety
Poniższa tabela przedstawia listę 10 najlepszych biegaczek na 5000 m w historii tej konkurencji (stan na 5 lipca 2025).
- Zobacz więcej na stronie World Athletics.

## Najszybsi zawodnicy w historii w hali

### mężczyźni
(stan na 2 marca 2025)
- Zobacz więcej na stronie World Athletics.

### kobiety
(stan na 27 stycznia 2024)
- Zobacz więcej na stronie World Athletics.

## Chronologia rekordu świata w biegu na 5000 metrów

### Mężczyźni[1]
| Wynik    | Zawodnik             | Reprezentacja   | Data                      | Miejsce     |
| -------- | -------------------- | --------------- | ------------------------- | ----------- |
| 14:36,6h | Hannes Kolehmainen   | Finlandia       | 10 lipca 1912(dts)        | Sztokholm   |
| 14:35,4h | Paavo Nurmi          | Finlandia       | 12 września 1922(dts)     | Sztokholm   |
| 14:28,2h | Paavo Nurmi          | Finlandia       | 19 czerwca 1924(dts)      | Helsinki    |
| 14:17,0h | Lauri Lehtinen       | Finlandia       | 19 czerwca 1932(dts)      | Helsinki    |
| 14:08,8h | Taisto Mäki          | Finlandia       | 16 czerwca 1939(dts)      | Helsinki    |
| 13:58,2h | Gunder Hägg          | Szwecja         | 20 września 1942(dts)     | Göteborg    |
| 13:57,2h | Emil Zátopek         | Czechosłowacja  | 30 maja 1954(dts)         | Colombes    |
| 13:56,6h | Wołodymyr Kuc        | ZSRR            | 29 sierpnia 1954(dts)     | Berno       |
| 13:51,6h | Christopher Chataway | Wielka Brytania | 13 października 1954(dts) | Londyn      |
| 13:51,2h | Wołodymyr Kuc        | ZSRR            | 23 października 1954(dts) | Praga       |
| 13:50,8h | Sándor Iharos        | Węgry           | 10 września 1955(dts)     | Budapeszt   |
| 13:46,8h | Wołodymyr Kuc        | ZSRR            | 18 września 1955(dts)     | Belgrad     |
| 13:40,6h | Sándor Iharos        | Węgry           | 23 października 1955(dts) | Budapeszt   |
| 13:36,8h | Gordon Pirie         | Wielka Brytania | 19 czerwca 1956(dts)      | Bergen      |
| 13:35,0h | Wołodymyr Kuc        | ZSRR            | 13 października 1957(dts) | Rzym        |
| 13:34,8h | Ron Clarke           | Australia       | 16 stycznia 1965(dts)     | Hobart      |
| 13:33,6h | Ron Clarke           | Australia       | 1 lutego 1965(dts)        | Auckland    |
| 13:25,8h | Ron Clarke           | Australia       | 4 czerwca 1965(dts)       | Los Angeles |
| 13:24,2h | Kipchoge Keino       | Kenia           | 30 listopada 1965(dts)    | Auckland    |
| 13:16,6h | Ron Clarke           | Australia       | 5 lipca 1966(dts)         | Sztokholm   |
| 13:16,3h | Lasse Virén          | Finlandia       | 14 września 1972(dts)     | Helsinki    |
| 13:13,0h | Emiel Puttemans      | Belgia          | 20 września 1972(dts)     | Bruksela    |
| 13:12,87 | Dick Quax            | Nowa Zelandia   | 5 lipca 1977(dts)         | Sztokholm   |
| 13:08,4h | Henry Rono           | Kenia           | 8 kwietnia 1978(dts)      | Berkeley    |
| 13:06,20 | Henry Rono           | Kenia           | 13 września 1981(dts)     | Knarvik     |
| 13:00,41 | David Moorcroft      | Wielka Brytania | 7 lipca 1982(dts)         | Oslo        |
| 13:00,40 | Saïd Aouita          | Maroko          | 27 lipca 1985(dts)        | Oslo        |
| 12:58,39 | Saïd Aouita          | Maroko          | 22 lipca 1987(dts)        | Rzym        |
| 12:56,96 | Haile Gebrselassie   | Etiopia         | 4 czerwca 1994(dts)       | Hengelo     |
| 12:55,30 | Moses Kiptanui       | Kenia           | 8 czerwca 1995(dts)       | Rzym        |
| 12:44,39 | Haile Gebrselassie   | Etiopia         | 16 sierpnia 1995(dts)     | Zurych      |
| 12:41,86 | Haile Gebrselassie   | Etiopia         | 13 sierpnia 1997(dts)     | Zurych      |
| 12:39,74 | Daniel Komen         | Kenia           | 22 sierpnia 1997(dts)     | Bruksela    |
| 12:39,36 | Haile Gebrselassie   | Etiopia         | 13 czerwca 1998(dts)      | Helsinki    |
| 12:37,35 | Kenenisa Bekele      | Etiopia         | 31 maja 2004(dts)         | Hengelo     |
| 12:35,36 | Joshua Cheptegei     | Uganda          | 14 sierpnia 2020(dts)     | Monako      |

### Kobiety[2]
| Wynik    | Zawodniczka        | Reprezentacja     | Data                      | Miejsce   |
| -------- | ------------------ | ----------------- | ------------------------- | --------- |
| 15:14,51 | Paula Fudge        | Wielka Brytania   | 13 września 1981(dts)     | Knarvik   |
| 15:13,22 | Anne Audain        | Nowa Zelandia     | 17 marca 1982(dts)        | Auckland  |
| 15:08,26 | Mary Tabb          | Stany Zjednoczone | 5 czerwca 1982(dts)       | Eugene    |
| 14:58,89 | Ingrid Kristiansen | Norwegia          | 28 czerwca 1984(dts)      | Oslo      |
| 14:48,07 | Zola Budd          | Wielka Brytania   | 26 sierpnia 1985(dts)     | Londyn    |
| 14:37,33 | Ingrid Kristiansen | Norwegia          | 5 sierpnia 1986(dts)      | Sztokholm |
| 14:36,45 | Fernanda Ribeiro   | Portugalia        | 22 lipca 1995(dts)        | Hechtel   |
| 14:31,27 | Dong Yanmei        | Chiny             | 21 października 1997(dts) | Szanghaj  |
| 14:28,09 | Jiang Bo           | Chiny             | 23 października 1997(dts) | Szanghaj  |
| 14:24,68 | Elvan Abeylegesse  | Turcja            | 11 czerwca 2004(dts)      | Bergen    |
| 14:24,53 | Meseret Defar      | Etiopia           | 3 czerwca 2006(dts)       | Nowy Jork |
| 14:16,63 | Meseret Defar      | Etiopia           | 15 czerwca 2007(dts)      | Oslo      |
| 14:11,15 | Tirunesh Dibaba    | Etiopia           | 6 czerwca 2008(dts)       | Oslo      |
| 14:06,62 | Letesenbet Gidey   | Etiopia           | 7 października 2020(dts)  | Walencja  |
| 14:05,20 | Faith Kipyegon     | Kenia             | 9 czerwca 2023(dts)       | Paryż     |
| 14:00,21 | Gudaf Tsegay       | Etiopia           | 17 września 2023(dts)     | Eugene    |

## Polscy finaliści olimpijscy (1-8)

### mężczyźni
- 3. Kazimierz Zimny 13:45,09e 1960
- 5. Józef Noji 14:33,4 1936

## Polacy w dziesiątkach światowych tabel rocznych

### mężczyźni
- 1929 – 10. Stanisław Petkiewicz, 15:02,6
- 1930 – 7. Janusz Kusociński, 14:55,6
- 1931 – 4. Janusz Kusociński, 14:42,8
- 1932 – 5. Janusz Kusociński, 14:41,8
- 1934 – 5. Janusz Kusociński, 14:40,6
- 1936 – 6. Józef Noji, 14:33,4
- 1939 – 6. Janusz Kusociński, 14:24,2
- 1955 – 4. Jerzy Chromik, 13:55,2
- 1956 – 4. Jerzy Chromik, 13:51,0
- 1956 – 7. Kazimierz Zimny, 13:58,6
- 1957 – 6. Zdzisław Krzyszkowiak, 13:55,8
- 1958 – 2-3. Kazimierz Zimny, 13:52,2
- 1958 – 4. Zdzisław Krzyszkowiak, 13:53,2
- 1958 – 6. Marian Jochman, 13:54,6
- 1959 – 2. Kazimierz Zimny, 13:44,4
- 1960 – 4. Kazimierz Zimny, 13:44,8
- 1960 – 6-7. Zdzisław Krzyszkowiak, 13:51,6
- 1961 – 3. Kazimierz Zimny, 13:49,6
- 1962 – 8-9. Kazimierz Zimny, 13:52,6
- 1976 – 6. Bronisław Malinowski, 13:17,69

## Polacy w rankinguTrack & Field News

### męźczyźni
- 1955: 5. Jerzy Chromik
- 1956: 8. Jerzy Chromik
- 1956: 9. Kazimierz Zimny
- 1957: 6. Zdzisław Krzyszkowiak
- 1958: 2. Zdzisław Krzyszkowiak
- 1958: 4. Kazimierz Zimny
- 1958: 10. Marian Jochman
- 1959: 1. Kazimierz Zimny
- 1960: 3. Zdzisław Krzyszkowiak
- 1960: 5. Kazimierz Zimny
- 1961: 3. Kazimierz Zimny
- 1962: 4. Kazimierz Zimny
- 1962: 8. Lech Boguszewicz
- 1963: 5. Lech Boguszewicz